# Diatenopteryx sorbifolia
Genre
Espèce
Classification APG III (2009)
Diatenopteryx sorbifolia ou maría preta est un arbre de la famille des Sapindaceae. Il est natif des forêts tropicales du Pérou, du Paraguay, du Brésil, de l'Argentine, de la Bolivie et de la Guyane, dans des zones situées entre 100 et 1 800 mètres d'altitude.
Il fleurit de septembre à novembre et produit des fruits de novembre à janvier.
Son tronc est long et droit. Le bois a une couleur rose-jaunâtre et sa densité est de 0,8 g/cm3.

## Synonyme
- Yvyra piu.

## Source
- López, J.A; Little, E; Ritz, G; Rombold, J; Hahn, W. 1987. Árboles comunes del Paraguay: (arbres communs du Paraguay), Cuerpo de Paz, 425 pages.

### GenreDiatenopteryx
- (en) NCBI : Diatenopteryx (taxons inclus)
- (en) GRIN : genre Diatenopteryx Radlk. (+liste d'espèces contenant des synonymes)

### EspèceDiatenopteryx sorbifolia
- (en) NCBI : Diatenopteryx sorbifolia (taxons inclus)
- (en) GRIN : espèce Diatenopteryx sorbifolia Radlk.